# International Neuroscience Institute

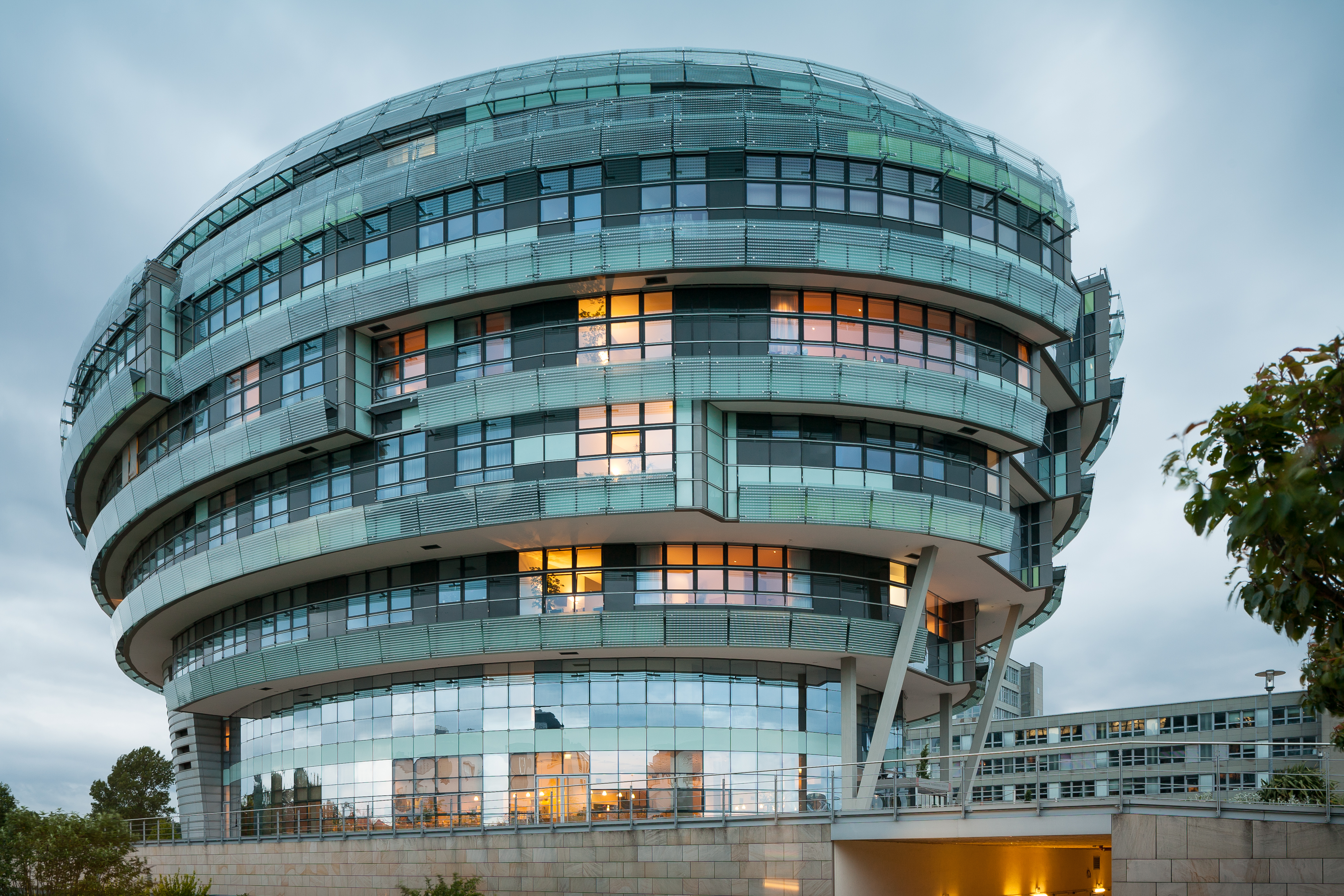
Das International Neuroscience Institute an der Rudolf-Pichlmayr-Straße in Hannover

Die International Neuroscience Institute GmbH (INI) in Hannover im Stadtteil Groß-Buchholz ist eine neurochirurgische Privatklinik, die 1998 von dem Neurochirurgen Madjid Samii gegründet wurde. Sie dient der Diagnostik und Behandlung von Erkrankungen des menschlichen Nervensystems. Daneben verfügt die Klinik über Einrichtungen für (tier-)experimentelle und klinische Forschung. Wegen ihrer außergewöhnlichen Architektur wird die Klinik im Volksmund auch „Hirn von Hannover“ genannt.

## Gründung und Finanzierung
Gesellschafter der GmbH sind unter anderem Madjid Samii, der Siemens-Konzern, die private Klinikkette Asklepios sowie ein Bankenkonsortium aus Norddeutscher Landesbank und Sparkassen.
Die Grundsteinlegung des Klinikgebäudes auf dem Gelände des Medical Park Hannover in unmittelbarer Nachbarschaft zur Medizinischen Hochschule Hannover erfolgte am 1. Dezember 1998, Richtfest war am 18. Juni 1999. Das privatfinanzierte 140 Millionen DM teure Projekt wurde am 21. Juli 2000 im Rahmen der EXPO 2000 eröffnet. Es wurde vom Land Niedersachsen durch eine Bürgschaft in Höhe von 83,2 Millionen DM unterstützt, nach anderen Quellen von 104 Millionen DM. Bereits ein halbes Jahr nach Eröffnung drohte der Klinik wegen mangelnder Auslastung die Insolvenz. In Ermangelung der Aussicht auf eine wirtschaftliche Betriebsführung forderte die niedersächsische Landtagsfraktion von Bündnis 90/Die Grünen im Februar 2002 das Fälligwerden der Landesbürgschaft.

## Klinikbetrieb
Die Klinik verfügt über 100 Patientenbetten. Zwischen 2001 und 2005 wurden rund 15.000 Patienten aus 80 Ländern ambulant oder stationär behandelt. Unter den Patienten waren Prominente wie der usbekische Innenminister Sakir Almatow (Dezember 2005, s. u.) oder der spanische Schauspieler Javier Bardem (Juni 2009).
Zum 1. Januar 2003 gründete Ulrich Bosch das Zentrum für Orthopädische Chirurgie und Sporttraumatologie als Privatpraxis im Gebäude des INI.
Entgegen den Erklärungen bei der Eröffnung werden die Leistungen des INI weiterhin in der Regel nicht von den deutschen gesetzlichen Krankenkassen übernommen.

## Forschung und Lehre
Im Dezember 2008 vermeldete das INI ein neues Verfahren für die Behandlung von Schlaganfallpatienten mithilfe genetisch veränderter adulter Stammzellen, die in einer Art Teebeutel in die betroffene Gehirnregion implantiert werden, um dort mit abgesonderten Eiweißen die Regeneration zu fördern. Diese Meldung einer Pilotoperation wurde bundesweit unter großer Beachtung von den Medien aufgenommen. Gemeinsam kritisierten kurz darauf die Deutsche Gesellschaft für Neurologie (DGN) und die Deutsche Schlaganfall-Gesellschaft (DSG) die Öffentlichkeitsarbeit der Beteiligten und nannten sie unseriös: „Es ist mit guter wissenschaftlicher Arbeit nicht vereinbar, einen Pilotversuch an einem einzigen Patienten in die Öffentlichkeit zu tragen mit der Unterstellung, einen spektakulären Therapieerfolg erzielt zu haben. Dies gilt auch für neue Verfahren, die wie hier tierexperimentell getestet und von einer Ethik-Kommission positiv begutachtet wurden.“ Anfang 2009 begann eine klinische Studie zu dem Verfahren in Hannover und Erlangen.
Die Forschungsarbeit des INI wird durch die 1995 gegründete Internationale Stiftung Neurobionik unterstützt. Präsident der Stiftung ist Madjid Samii.
Durch die Unterzeichnung einer Kooperationsvereinbarung mit der Otto-von-Guericke-Universität Magdeburg wurde das INI im Dezember 2005 zu einem An-Institut. Das INI hat einen eigenen Hörsaal.

## Architektur
Der architektonische Entwurf des INI-Klinikgebäudes vom Münchener Büro SIAT will den abstrahierten Umriss des menschlichen Gehirns darstellen. Der Bau hat einen elliptischen Grundriss mit der größten Ausdehnung von etwa 68 mal 47,2 Metern (Kellergeschoss und 5. Obergeschoss) und verjüngt sich sowohl vom 5. zum 8. Obergeschoss als auch vom 5. Obergeschoss zum Erdgeschoss. Insgesamt ist er 38 m hoch und hat neun Vollgeschosse und ein Kellergeschoss. Das Gebäude wurde von der Philipp Holzmann AG als Generalunternehmer bezugsfertig auf einem Grundstück von rund 27.000 m² mit einer Geschossfläche von 19.000 m² zwischen November 1998 und Juni 2000 errichtet. Die Fassade mit einer Fläche von 6.000 m² besteht überwiegend aus zum Teil farbig bedruckten Glaselementen. Die Außenanlagen bestehen aus einem kleinen Park mit Teichanlage, Farnbereich und japanischen Zierkirschenbäumen.

## Sonstiges
Im Juni 2006 wurde im Pekinger Stadtbezirk Xuanwu neben dem bereits bestehenden Krankenhaus der Grundstein für das China-INI gelegt, die Universität Peking ist Kooperationspartner. Das Gebäude soll dem hannoverschen INI architektonisch gleichen. Es wird zehn OP-Säle haben und 254 Betten, die Fertigstellung sollte 2013 sein. Es wurde 2016 eröffnet.
Im Februar 2009 begann Samii in Teheran/Iran mit der Projektentwicklung für ein INI nach hannoverschem Muster. Das I-INI wird mit rund 500 Betten und 54.000 Quadratmetern etwa viermal so groß sein wie das hannoversche. Die Grundsteinlegung für das ebenfalls einem menschlichen Gehirn ähnelnde Gebäude erfolgte im April 2010, Eröffnungsdatum ist der 17. April 2016. Sanktionen wegen des Iranischen Atomprogramms verhindern die Ausstattung und den Betrieb des I-INI, da die Medizintechnik fehlt.
Das INI fand im Rahmen islamistischer Terrordrohungen im Umfeld der Bundestagswahl 2009 durch Bekkay Harrach und andere Erwähnung. Eine etwa zehnminütige Videobotschaft vom 25. September 2009, die al-Qaida zugerechnet wird und in der auch der deutschsprachige Ayyub Almani spricht, zeigt unter anderem Bilder des INI und nimmt Bezug auf die im Dezember 2005 erfolgte Behandlung des damaligen usbekischen Innenministers Sakir Almatow in der Klinik. Dessen Einreise und anschließende Behandlung erfolgte entgegen einem EU-Einreiseverbot aus „humanitären Gründen“, die Ausreise trotz einer Strafanzeige bei der Bundesanwaltschaft. Sakir Almatow wurde von der Menschenrechtsorganisation Human Rights Watch vorgeworfen, in Gefängnissen systematisch Folter betrieben und im Mai 2005 in der ostusbekischen Stadt Andischan einen Aufstand blutig niedergeschlagen zu haben.
Im Januar 2018 wurde in der Klinik Mahmud Haschemi Schahrudi behandelt. Dieser war von 1999 bis 2009 oberster Richter des Iran und gilt als möglicher Nachfolger des iranischen Staatschefs Khamenei. Kritiker machen ihn für Folter und Todesurteile auch an Minderjährigen verantwortlich. Als seine Behandlung am INI bekannt wurde, wurden mehrere Strafanzeigen gegen Shahroudi bei der Bundesanwaltschaft erstattet.